# Стоксдејл (Северна Каролина)
Стоксдејл (енгл. Stokesdale) град је у америчкој савезној држави Северна Каролина.

## Демографија
По попису из 2010. године број становника је 5.047, што је 1.78 (54,5%) становника више него 2000. године.
| Група             | 2000.         | 2010.         |
| Белци             | 2.916 (89,3%) | 4.483 (88,8%) |
| Афроамериканци    | 227 (6,9%)    | 237 (4,7%)    |
| Азијати           | 22 (0,7%)     | 72 (1,4%)     |
| Хиспаноамериканци | 63 (1,9%)     | 178 (3,5%)    |
| Укупно            | 3.267         | 5.047         |